# Maksar-e Soflá
Maksar-e Soflá (persiska: مکسر سفلی, Maksar-e Pā’īn) är en ort i Iran.   Den ligger i provinsen Khuzestan, i den centrala delen av landet, 600 km söder om huvudstaden Teheran. Maksar-e Soflá ligger 17 meter över havet och antalet invånare är 119.
Terrängen runt Maksar-e Soflá är mycket platt. Runt Maksar-e Soflá är det ganska tätbefolkat, med 62 invånare per kvadratkilometer. Närmaste större samhälle är Bandar-e Māhshahr, 19,7 km söder om Maksar-e Soflá. Trakten runt Maksar-e Soflá är ofruktbar med lite eller ingen växtlighet.